# Wolfgang Weimar
Wolfgang Weimar (* 28. Juni 1922 in Flensburg; † 17. Mai 1993) war ein deutscher Politiker (CDU). Er war von 1962 bis 1972 Mitglied des Landtags von Schleswig-Holstein.

## Ausbildung und Beruf
Weimar schloss die Schule mit dem Abitur ab. In den Jahren 1940 bis 1945 war er Soldat und kehrte kriegsversehrt aus dem Zweiten Weltkrieg zurück. Er studierte Geschichte, Geographie und Latein und war ab 1949 im Höheren Schuldienst des Landes Schleswig-Holstein. Von 1959 bis 1969 war er Fachleiter für Geschichte und politische Bildung am Studienseminar Flensburg.

## Politik

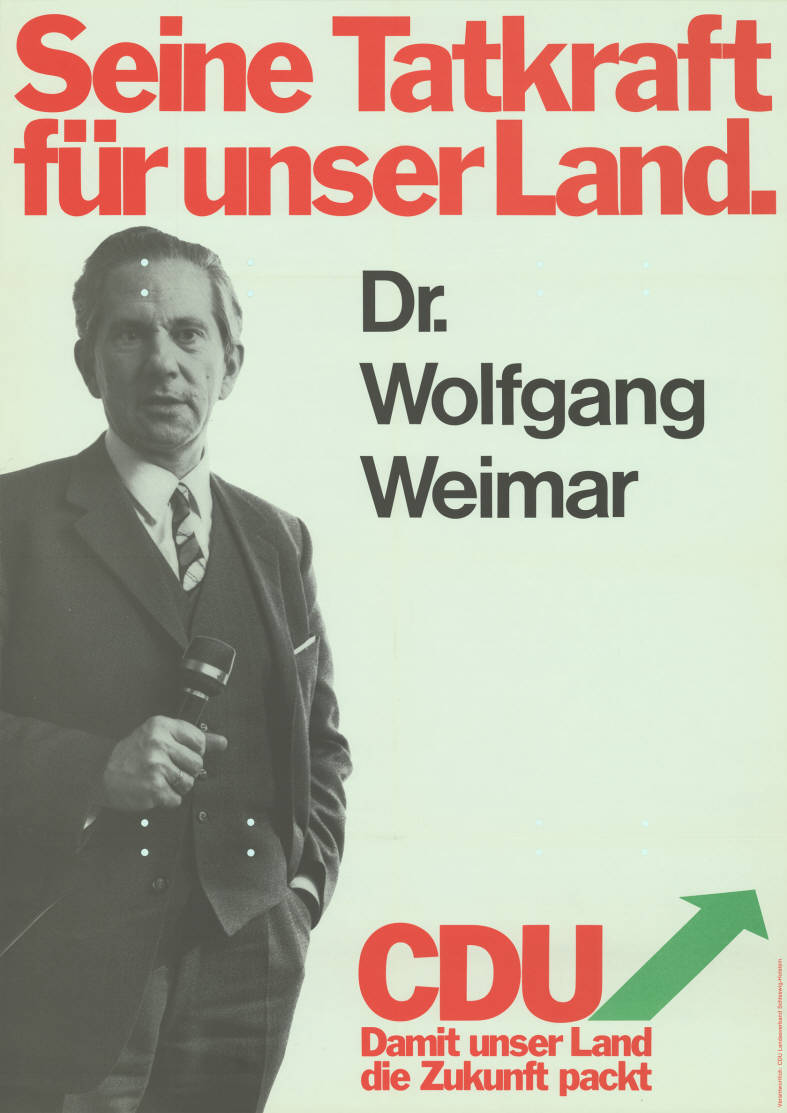
Wahlplakat von 1971

Weimar trat 1954 in die Junge Union und die CDU ein. Von 1959 bis 1961 war er Landesvorsitzender der Jungen Union Schleswig-Holstein. Er war zeitweise Mitglied des schleswig-holsteinischen CDU-Landesvorstandes.
Von 1959 bis 1962 war er Ratsherr der Stadt Flensburg. Am 31. Dezember 1962 rückte er für einen ausscheidenden Abgeordneten in den schleswig-holsteinischen Landtag nach. Bei der folgenden Landtagswahl im Jahr 1967 wurde er als Direktkandidat im Wahlkreis 1 (Flensburg-West) wieder in den Landtag gewählt. Weimar war vom 19. Juni 1967 bis zum 24. Mai 1971 Parlamentarischer Vertreter des Kultusministers im Landtag. Auch bei der Wahl 1971 wurde er, diesmal über die CDU-Landesliste, wieder zum Landtagsabgeordneten gewählt, schied aber bereits am 25. August 1972 aus dem Landtag aus. Vom 28. Juni 1971 bis zu seinem Ausscheiden aus dem Landtag war er Parlamentarischer Vertreter des Finanzministers.

## Schriften
- Politische Generationen in Deutschland (= Schriftenreihe der Akademie Sankelmark, N.F., Bd. 24). Sankelmark 1973.
- Geschichte des Gymnasiums in Schleswig-Holstein. Möller, Rendsburg 1986, ISBN 3-87550-068-7.
- Quellen zur Geschichte Schleswig-Holsteins. Bd. 3: Von 1920 bis zur staatlichen Neuordnung nach dem Zweiten Weltkrieg (= IPTS-Beiträge für Unterricht und Lehrerbildung, Bd. 16). 2. Aufl. Schmidt & Klaunig, Kiel 1986, ISBN 3-88312-216-5.